# Euroclear

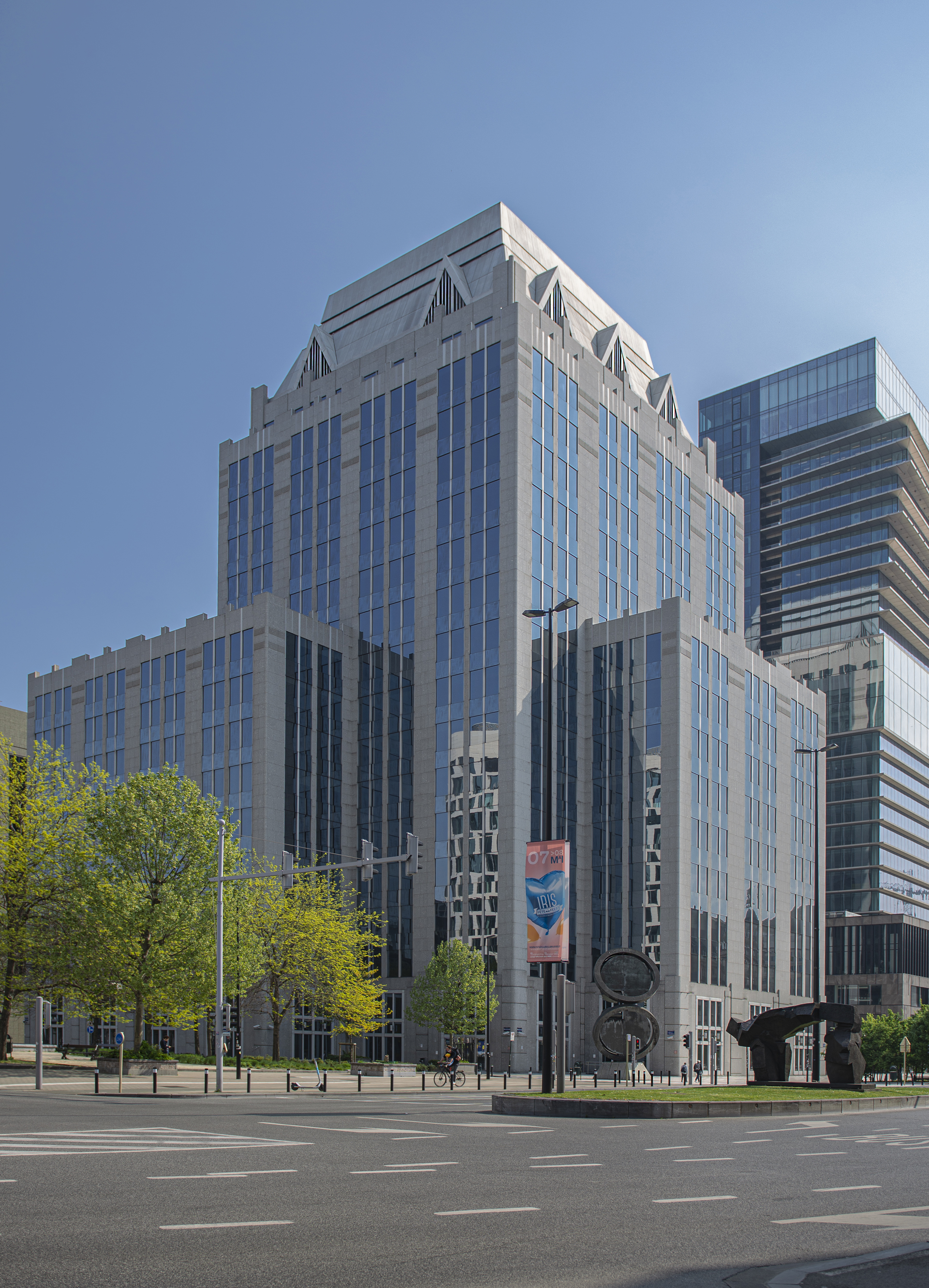
Trụ sở của Euroclear ở Bỉ

Euroclear tên đầy đủ Euroclear Holding SA/NV là một tập đoàn cơ sở hạ tầng thị trường tài chính có trụ sở tại Bỉ chuyên về phân khúc kinh doanh trung tâm lưu ký chứng khoán (CSD). Đây là tập đoàn dịch vụ tài chính quốc tế đóng vai trò quan trọng trong hệ thống tài chính toàn cầu với quy mô vốn lên đến 37.500 nghìn tỷ euro. Tổ chức này chuyên cung cấp dịch vụ thanh toán bù trừ và lưu ký chứng khoán cho các giao dịch xuyên biên giới và trong nước. Tập đoàn này có liên quan trực tiếp đến việc đóng băng và quản lý các tài sản của Nga với giá trị hơn 200 tỷ USD trong bối cảnh các lệnh trừng phạt quốc tế cho thấy tác động tiềm tàng từ hoạt động của tổ chức này. Năm 2024, lãi suất từ việc đầu tư của các quỹ bị trừng phạt từ việc đóng băng tài sản của Nga đã lên tới 4 tỷ Euro, số tiền này được dành để tài trợ cho khoản vay G7 chuyển cho Ukraina.

## Lịch sử
Tập đoàn Euroclear này có nguồn gốc từ Hệ thống thanh toán châu Âu được phát triển vào năm 1968 do công của Morgan Guaranty (tiền thân của JPMorgan Chase) tại Brussels để giải quyết các giao dịch trên thị trường trái phiếu châu Âu đang phát triển khi đó. Dịch vụ này được đổi tên thành Euroclear/"châu Âu minh bạch" (không có dấu gạch nối) vào năm 1990:282. Mục tiêu ban đầu của nó là để tạo ra một môi trường thanh toán hiệu quả và an toàn hơn cho thị trường Eurobond (trái phiếu phát hành bằng ngoại tệ) đang phát triển mạnh mẽ vào thời điểm đó vào khoảng những năm 1970. Qua nhiều năm, Euroclear đã mở rộng hoạt động và hợp nhất với các trung tâm lưu ký chứng khoán quốc gia khác ở châu Âu để trở thành một trong những nhà cung cấp dịch vụ cơ sở hạ tầng thị trường tài chính lớn nhất thế giới. Các chức năng chính của Euroclear gồm lưu ký chứng khoán, giữ an toàn và quản lý nhiều loại tài sản tài chính, bao gồm trái phiếu, cổ phiếu, các sản phẩm phái sinh và quỹ đầu tư cho các nhà đầu tư và tổ chức tài chính. Thực hiện thanh toán bù trừ giao dịch, đảm bảo rằng quyền sở hữu chứng khoán được chuyển giao một cách an toàn từ người bán sang người mua, đồng thời tiền thanh toán cũng được chuyển giao tương ứng. Quá trình này giúp giảm thiểu rủi ro cho các bên tham gia giao dịch. Euroclear còn cung cấp các dịch vụ khác liên quan đến thị trường vốn như quản lý tài sản thế chấp, dịch vụ cho các đợt phát hành chứng khoán mới (IPO) và các giải pháp công nghệ tài chính.